# بخش شله
بخش شله (به فرانسوی: Arrondissement de Cholet) یک بخش در فرانسه است که در من-ا-لوآر واقع شده‌است.